# Herman II de Suabia
Herman II de Suabia (fallecido el 4 de mayo de 1003) fue un miembro de la dinastía Conradina. Fue duque de Alsacia y duque de Suabia desde el año 997 hasta su muerte en 1003. Entre enero y octubre de 1002 Herman II intentó, sin éxito, convertirse en rey de Alemania.

## Primeros años
Herman II era hijo de Conrado I de Suabia. Hay, sin embargo, cierto debate acerca de la identidad de la madre de Herman. A menudo se dice que es Reglint (Richlind o Riquilda), hija del duque Liudolfo de Suabia y de Ida de Suabia, y por lo tanto una nieta del emperador Otón I. Otros sostienen que su esposa era Judith, hija de Adalberto de Marchtal (también conocida como Judith de Öhningen).
Al morir Conrado I en 997, Herman II sucedió a su padre como duque de Suabia. No pertenecía al entorno inmediato del emperador Otón III. Sin  embargo, participó (997/99) en la segunda campaña de Italia.

## Candidatura al trono alemán
Cuando Otón III murió sin herederos en enero de 1002, Herman II fue uno de los hombres, junto con Enrique II y Eccardo de Meissen, que se promovieron a sí mismos como candidatos para el trono alemán. Tanto Herman II como Enrique II se proclamaban descendientes de Enrique I el Pajarero, progenitor de la dinastía de los Otonianos. Eccardo, aunque un poderoso noble y jefe militar, estaba más distanciado de los Otonianos. Eccardo fue asesinado en abril de 1002 por los sajones que se oponían a su candidatura.
De acuerdo con el cronista Tietmaro de Merseburgo, la mayoría de los nobles alemanes que se reunieron en Aquisgrán en abril de 1002, incluyendo al influyente arzobispo Heriberto de Colonia, apoyaban a Herman II. Sin embargo, su rival, Enrique II, no esperó a la aprobación de los nobles. En lugar de ello, él mismo se había ungido y coronado rey por el arzobispo Willigis de Maguncia el 7 de junio de 1002 (Herman había intentado, sin éxito, evitar que Enrique II llegara a Maguncia. Herman inicialmente se negó a aceptar a Enrique II como rey. Emprendió una acción militar contra Enrique y sus partidarios en Estrasburgo, donde los hombres de Herman saquearon la iglesia episcopal. Sin embargo, en octubre de 1002 Herman II llevó a cabo un acto ritual de sumisión (deditio) ante  Enrique II en Bruchsal. Herman aceptó el reinado de Enrique y se comprometió a reparar el daño que había causado a Estrasburgo. En la Navidad de 1002 Herman estuvo presente en la corte imperial de Fráncfort, lo que indica que estaba en mejores relaciones con Enrique II. En enero de 1003 Enrique II requirió a Herman ceder el control del monasterio femenino San Esteban en Estrasburgo al obispo Werner de Estrasburgo.

## Matrimonio y descendencia
Herman se casó con Gerberga de Borgoña, hija de Conrado III de Borgoña, con la que tuvo los siguientes hijos:
- Herman III de Suabia
- Gisela, casada primero con Bruno I de Brunswick, Ernesto I de Babenberg y luego con Conrado II
- Matilde de Suabia, casada primero con Conrado I de Carintia (1001) y luego con Federico II de Alta Lotaringia (fallecida en el año 1026)
- Beatriz (fallecida en el año 1057), casada con Adalberón de Eppenstein.

También pudo ser padre de Gerberga de Henneberg, esposa de Enrique de Schweinfurt (fallecido en el año 1017), pero este dato no está confirmado.

## Muerte
Poco después de esto, en mayo de 1003, Herman murió. Los contemporáneos vieron su muerte como un castigo divino por su profanación de la iglesia episcopal de Estrasburgo. Después de que Herman murió, Enrique II separó Suabia de Alsacia y tomó el control del ducado. Esta situación continuó durante el reinado del hijo de Herman y sucesor, Herman III, para quien Enrique II actuó como tutor durante su minoría de edad.
| Predecesor: Conrado I | Duque de Suabia 997-1003 | Sucesor: Herman III |